# 18155 Jasonschuler
18155 Jasonschuler è un asteroide della fascia principale. Scoperto nel 2000, presenta un'orbita caratterizzata da un semiasse maggiore pari a 2,5482131 UA e da un'eccentricità di 0,1867470, inclinata di 4,51227° rispetto all'eclittica.